# Famille Csáky
La famille Csáky de Körösszegh et Adorján (körösszeghi és adorjáni gróf Csáky en hongrois, [tʃaːki]) est une ancienne famille noble hongroise.

## Histoire
Après plusieurs suppositions concernant l'origine de cette famille, qui la reliait par erreur au clan Csák, il est désormais établi qu'elle est issue du clan Zsidó (en hongrois Zsidó nemzetség), à l'instar des familles Becsky de Tasnád et Petőfy de Szánta. 

Son ancêtre est István Zsidói, père de Pető "Adas", főispán de Szatmár (fl. 1317-1330), László "Adas" Piliskei (Zsidói) et Bekcs Zsidói. Leurs domaines étaient situés dans les comtés de Pest et Nógrád, autour de l'actuelle Vácegres. La famille est élevée au XIVe siècle au rang de baron par le roi Zsigmond, en la personne des frères Miklós et György, fils d'István. Miklós reçoit ainsi une donation en 1393 et est nommé várnagy puis ispán de Temesvár l'année suivante. Miklós participe à la campagne de 1395 contre la Moldavie et le Procope de Moravie. Miklós et István reçoivent le domaine de Csákvár en donation en 1401, dont ils prennent le nom. Ils sont également été mentionnés sous les noms de Zsiday et Mácsay. Les Csáky appartiennent alors à la haute aristocratie hongroise. L'un des fils de György tombe aux côtés de Jean Hunyadi en 1448 lors de la bataille de Rigómez. Aucun certificat authentique d'attribution du rang de comte n'a survécu. Ce titre aurait été reçu en 1560 puis en 1655. Selon un certificat de Ferdinand III de 1638, la famille Csáky détient la charge héréditaire de főispán comitat de Szepes. La famille est toujours représentée de nos jours.
Les deux fils du comte Zsigmond Csáky, Zsigmond et Hyppolit, sont adoptés par le deuxième mari de leur mère, née Eulália Vay, Roger Pallavicini, et prennent le nom de Csáky-Pallavicini.
Imré Csáky, veuf et sans enfant de sa première femme, épouse en secondes noces Stefánia Bujánovics d'Aggtelek, dont Viktor Csáky-Bujánovics. Cette famille s'éteint cependant avec sa fille unique Ernestina.

## Personnalités
- Miklós VII Csáky (hu), prince de Transylvanie (1401-1403, 1415-1426) et l'un des 24 membres fondateurs de l'Ordre du Dragon intronisés en 1408 par le roi de Hongrie Sigismond de Luxembourg. Il est le fils de István Csáki (Csáky) (fl. 1352-97) et le petit-fils de László "Adas" Piliskei (Zsidói).
- Mihály Csáky (fl. 1416-36), főispán du Bihar. Fils du précédent.
- György Csáky (fl. 1389-1428), comte des Sicules (1402-1403), főispán de Szatmár, Ugocsa et Kraszna. Oncle du précédent et père du suivant.
- Ferenc Csáky (fl. 1416-68), comte des Sicules (1439, 1440, 1446-1448), főispán du Bihar et de Szatmár.
- László IV Csáki, prince de Transylvanie (1426-1437).
- comte Ferenc Csáky (hu) (1630-1670), moine trinitaire, főispán de Szepes, grand capitaine de Haute-Hongrie.
- comte István Csáky (hu) (1603-1662), Maître du trésor.
- comte István Csáky (hu), (1635-1699), Juge suprême du Royaume de Hongrie, chambellan, conseiller privé KuK.
- comte Imre Csáky (1672-1732), cardinal hongrois.
- comte György Csáky (hu) (1677-1741), général.
- comte Miklós Csáky (hu) (1698-1757), főispán du Bihar, évêque de Kalocsa puis primat de Hongrie comme archevêque d'Esztergom.
- comte János Csáky (†1795), conseiller privé, főispán héréditaire de Szepes.
- comte Imre II Csáky (hu) (1723-1799), mathématicien.
- comtesse Katalin Csáky (hu) (1726-1794), écrivain.
- comte József Csáky (1743-1799), chambellan, conseiller privé, vice-Chancelier de Hongrie, főispán héréditaire de Szepes, grand-croix de l'Ordre de Saint-Étienne de Hongrie avec le titre de cousin de l'empereur.
- comte Mihály Csáky (hu) (1676–1757), général Kuruc.
- comte Tivadar Csáky (hu) (1798-1855), Chambellan impérial et royal, Chevalier de l'Ordre de Léopold, comte-suprême héréditaire de Szepes.
- comte Albin Csáky (en) (1841-1912), ministre de l'éducation publique, membre du Conseil privé, grand-Maître d'hôtel du roi, trésorier, vice-président de la Chambre haute.
- comte Alfonz Csáky (1841-1879), conseiller royal aux finances, poëte.
- comte Károly Csáky (en) (1873-1945), général de cavalerie, ministre de la défense (1923-1929).
- comte Viktor Csáky puis Csáky-Bujanovics (1845-1895), commandant KuK, membre de la Garde du corps royale hongroise. Il est adopté par son oncle Ernő Bujanovics d'Ággtelek (1806-1880), secrétaire du Conseil de Lieutenance et chambellan KuK.
- comte Imre III Csáky (1882-1961), ministre des Affaires étrangères du gouvernement Teleki.
- comte István Csáky (1894-1941), ministre des Affaires étrangères (1938-1941).

## Galerie

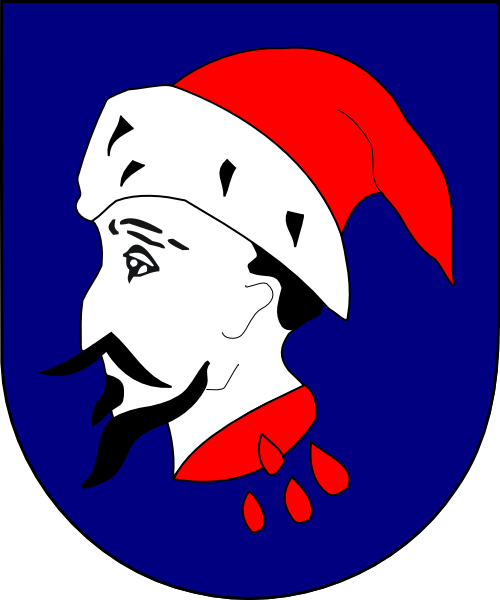
Blason du prince-primat de Hongrie Mgr Miklós Csáky (1698-1759)
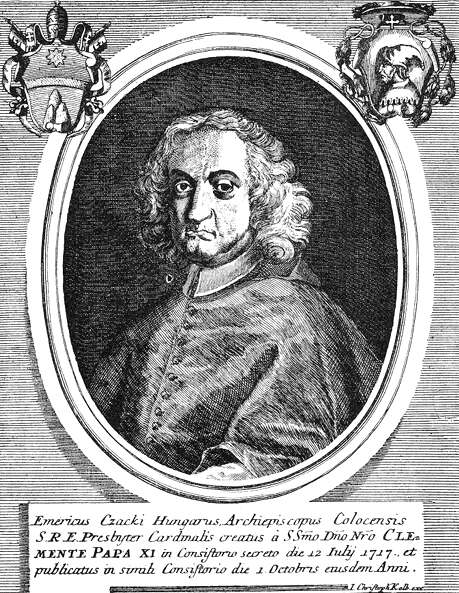
Mgr Imre Csáky (1672-1732)
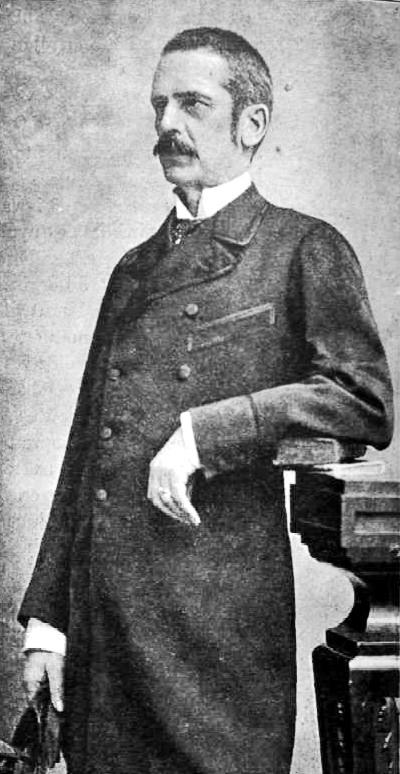
Le ministre comte Albin Csáky (1841-1912)

## Alliances
La famille Csáky a fait alliance avec les plus grandes familles de Hongrie : Esterházy, Batthyány, Pálffy, Héderváry, Wesselényi, Lónyay, Erdődy, Zichy, Perényi, Károlyi, Forgách, Czobor, Andrássy, Mindszenti, Dessewffy, Hunyady, Vécsei, Bethlen, Haller, Kornis, Bánffy, Both de Bajna, Wenckheim, Bujanovics, Pallavicini, De Montesquiou

## Pour approfondir